# Art-sur-Meurthe
Art-sur-Meurthe is een gemeente in het Franse departement Meurthe-et-Moselle in de regio Grand Est. De plaats maakt deel uit van het arrondissement Nancy. Art-sur-Meurthe telde op 1 januari 2022 1.696 inwoners.

## Geschiedenis
De gemeente maakte voor 2015 deel uit van het kanton Tomblaine. Toen het kanton op 22 maart 2015 werd opgeheven werd Art-sur-Meurthe opgenomen in het op die dag gevormde kanton Le Grand Couronné.

## Geografie
De oppervlakte van Art-sur-Meurthe bedraagt 11,47 vierkante kilometer; Op 1 januari 2022 was de bevolkingsdichtheid 147,9 inwoners per km². Ten zuiden van de plaats ligt het Rijn - Marnekanaal.

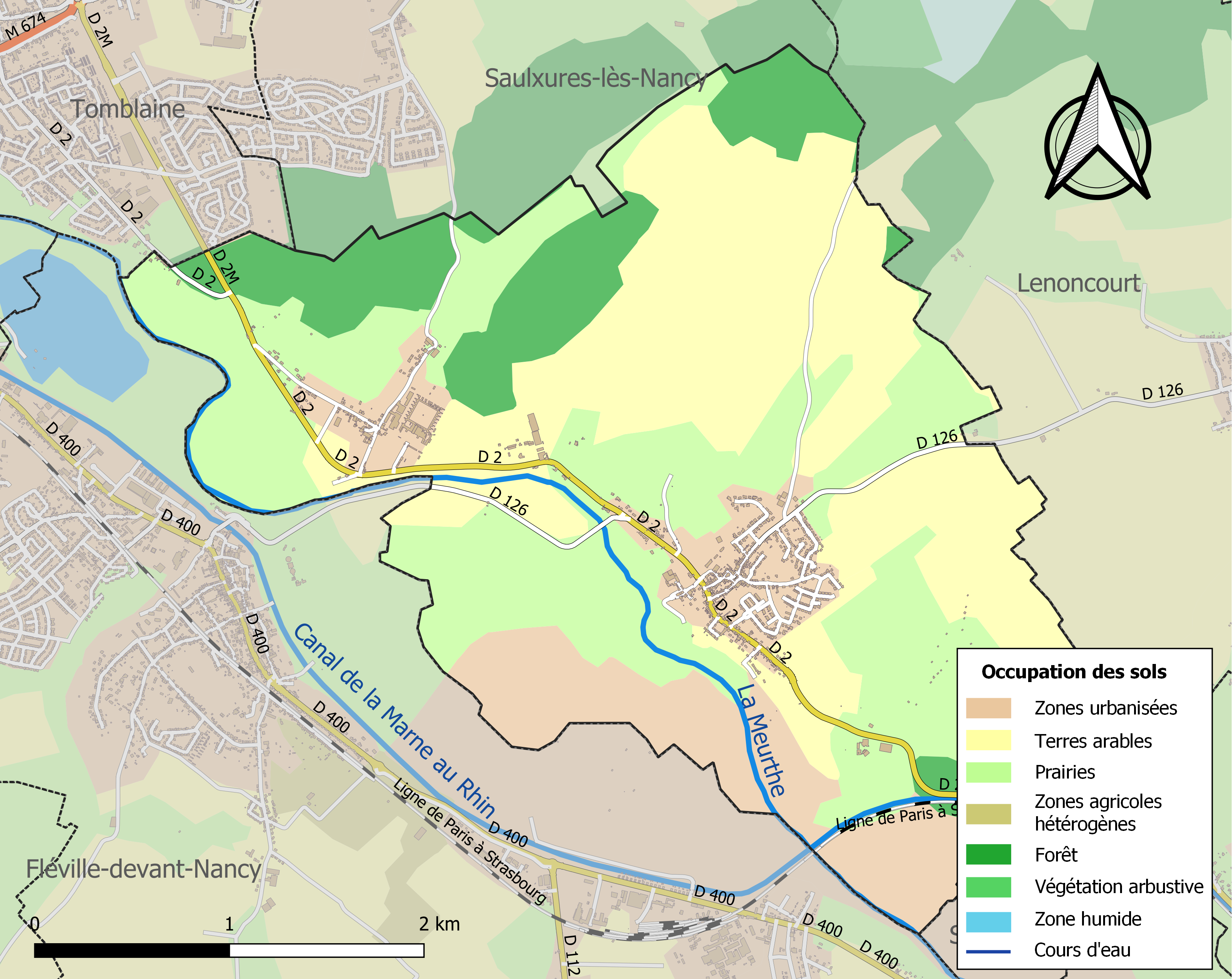
Kaart van de gemeente met de belangrijkste infrastructuur, bodemgebruik en omliggende gemeenten

## Demografie
Onderstaande figuur toont het verloop van het inwonertal.
Sjabloon:Navigatie kanton Le Grand Couronn